# Pekáč

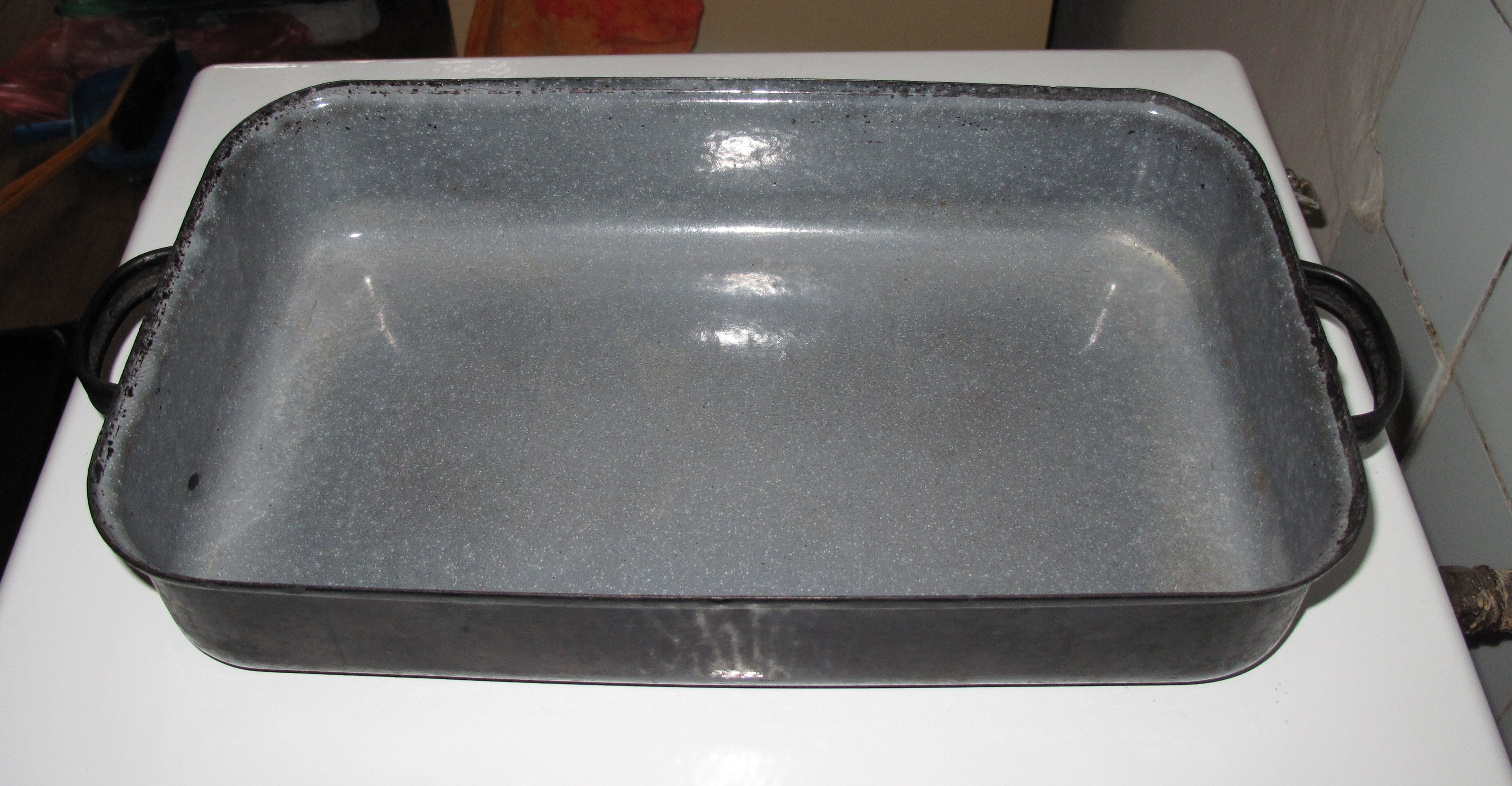
Pekáč

Pekáč (moravsky brutvan) je specializovaná kuchyňská nádoba určená pro pečení potravin při přípravě pokrmů. U běžných pekáčů se obvykle se jedná o plechový výlisek oválného tvaru opatřený vhodným víkem. Pekáč ale může být i vyroben i z tenkostěnné ocelolitiny nebo může být vyroben ze žárupevného chemického skla (například značky Simax). Pokud je vyroben z plechu, může být vyroben v antikorozivním provedení. Kovové pekáče bývají po obou stranách opatřeny uchy pro lepší manipulaci a úchop, u rozpálené nádoby velmi užitečná a praktická součást.